# Alagoinhas (microregio)
Alagoinhas is een van de 32 microregio's van de Braziliaanse deelstaat Bahia. Zij ligt in de mesoregio Nordeste Baiano en grenst aan de deelstaat Sergipe in het noordoosten, de microregio Entre Rios in het oosten, de mesoregio's Metropolitana de Salvador in het zuiden en Centro-Norte Baiano in het westen en de microregio's Serrinha in het noordwesten en Ribeira do Pombal in het noorden. De microregio heeft een oppervlakte van ca. 5666 km². Midden 2004 werd het inwoneraantal geschat op 298.291.
Negen gemeenten behoren tot deze microregio:
- Acajutiba
- Alagoinhas
- Aporá
- Araças
- Aramari
- Crisópolis
- Inhambupe
- Rio Real
- Sátiro Dias

Mesoregio's: Centro-Norte Baiano · Centro-Sul Baiano · Extremo Oeste Baiano · Metropolitana de Salvador · Nordeste Baiano · Sul Baiano · Vale São-Franciscano da Bahia

Microregio's: Alagoinhas · Barra · Barreiras · Bom Jesus da Lapa · Boquira · Brumado · Catu · Cotegipe · Entre Rios · Euclides da Cunha · Feira de Santana · Guanambi · Ilhéus-Itabuna · Irecê · Itaberaba · Itapetinga · Jacobina · Jequié · Jeremoabo · Juazeiro · Livramento do Brumado · Paulo Afonso · Porto Seguro · Ribeira do Pombal · Salvador · Santa Maria da Vitória · Santo Antônio de Jesus · Seabra · Senhor do Bonfim · Serrinha · Valença · Vitória da Conquista